# Andoni Aranaga
Andoni Aranaga Azkune, född 1 januari 1979 i Azpeitia i Baskien, är en professionell spansk tävlingscyklist. Han blev professionell 2004 med det belgiska cykelstallet, Chocolade Jacques. Under säsongen 2005 tävlade han för det spanska stallet Kaiku-Caja Rural, men tävlade mellan 2006 och 2007 för det baskiska UCI ProTour-stallet Euskaltel-Euskadi. Andoni Aranaga fick inte fortsatt förtroende från det baskiska stallet efter 2007.
Andoni Aranaga blev uttagen till Giro d'Italia 2006 för sitt dåvarande stall Euskaltel-Euskadi. Men avbröt loppet efter den 13:e etappen. Han körde också tävlingen 2004 med Chocolade Jacques-Wincor Nixdorf, men bröt tävlingen redan efter den femte etappen.
Han har vunnit etapper på Vuelta a Asturias och Volta a la Comunidad Valenciana, båda två under 2005.
Som amatörcyklist vann han bland annat etapp 4 av Volta a Galicia under 2003. Under år 1997 vann Aranaga juniortävlingen Trophée Centre Morbihan.

## Meriter
1997
Trophée Centre Morbihan (junior)
2003
Etapp 4, Volta a Galicia
2005
Etapp 2, Vuelta a Asturias
Etapp 3, Volta a la Comunitat Valenciana

## Stall
- 2004 Chocolade Jacques-Wincor Nixdorf
- 2005 Kaiku-Caja Rural
- 2006–2007 Euskaltel-Euskadi